# Kościół św. Władysława w Nitrze
Kościół św. Władysława w Nitrze – zabytkowy kościół klasztorny zakonu pijarów. Znajduje się na ulicy Piaristická na Dolnym Mieście w Nitrze. Kościół św. Władysława jest największym kościołem w Nitrze, miejscem święceń trzech pierwszych biskupów Słowacji.

## Historia
W 1701 zakon pijarów rozpoczął w Nitrze budowę klasztoru. Kamień węgielny pod budowę położył biskup L. Maťašovski 9 czerwca 1701 roku. Jako pierwszy postawiono klasztor, następnie budynek gimnazjum. W chwili, gdy kaplica klasztorna stała się za mała na potrzeby zakonu, podjęto decyzję o budowie kościoła. Stawianie świątyni rozpoczęto w 1742. W 1759 zabudowania klasztorne i kościół zniszczył pożar, ale zaraz przystąpiono do dalszej budowy. W latach 1759–1763 wybudowano wieże. Kościół konsekrowano 20 września 1789.

## Architektura i wyposażenie
Kościół zlokalizowany został na dziedzińcu, pośrodku zabudowań klasztornych, z fasadą od strony ulicy. Wybudowany jest w stylu wczesnobarokowym.  Jest to świątynia jednonawowa z dwiema wieżami w fasadzie. Po stronie południowej znajduje się zakrystia, a nad nią oratorium (obecnie biblioteka). Pod kościołem jest krypta – miejsce pochówków zakonników i znamienitych mieszkańców miasta. Wieże o wysokości 52,5 m  zwieńczono miedzianymi hełmami. Elewacje ozdabia bogaty detal architektoniczny: pilastry jońskie, gzymsy, obramienia okienne.
Ściany wewnętrzne pierwotnie ozdobione były malowidłami przedstawiającymi ważne wydarzenia z historii Węgier, a także związanymi z życiem św. Szczepana, św. Emeryka, św. Elżbiety i św. Małgorzaty. W latach 1940–1941 wnętrze kościoła na nowo wymalowano. Nową polichromię wykonał malarz z Nitry Edmund Massányi. Przedstawia ona historię chrześcijaństwa w Nitrze.  
Ołtarz główny, fundacji hrabiego Antala Grassalkovicha I, pochodzi z 1750 roku. W nim umieszczony jest obraz przedstawiający patrona kościoła św. Władysława. Ołtarz ozdabiają rzeźby przedstawiające św. Józefa i św. Ignacego Loyolę. Dekorację rzeźbiarską ołtarza wykonał Martin Vogerl. Oprócz ołtarza głównego w kościele znajduje się drewniany ołtarz boczny Serca Jezusowego oraz sześć ołtarzy w nawie.
Pozostałe elementy wyposażenia to:
- ambona z XVII wieku[3],
- złocone organy z ok. 1800, dzieło organisty z Trnawy, Valentína Arnolda. Organy posiadają trzy manuały i 39 rejestrów[3]
- Droga Krzyżowa z 1942 roku[3],
- dzwony umieszczone są w wieży południowej. Są to trzy dzwony z 1928 roku ("św. Władysław", "św. Karol Boromeusz" i "św. Józef") oraz jeden z 2011 ("św. Michał")[2].